# Valentí Sallarès
Valentí Sallarès és un geofísic marí català. Des de 2022 el director de l'Institut de Ciències del Mar, on n’és investigador des de 2004. La seva recerca se centra en la geofísica marina. Més concretament, estudia l’estructura i els processos que tenen lloc a diversos contextos: als marges continentals extensionals i convergents (amb especial èmfasi en els terratrèmols de subducció), i a l’interior dels oceans (es focalitza en la caracterització d’estructures a mesoescala i en les dinàmiques internes de l’onatge). També treballa en el desenvolupament de mètodes de tomografia sísmica.
El 2020 va obtenir el Premi Ciutat de Barcelona per una investigació publicada a la revista Nature on proposava un nou model que té en compte les variacions de l'elasticitat de les roques en el comportament dels terratrèmols i millora substancialment la previsió de tsunamis.